# Gràcia
Gràcia – stacja metra w Barcelonie na linii 6 i 7. Stacja została otwarta w 1929.